# Coelioxys squamigera
Coelioxys squamigera är en biart som beskrevs av Heinrich Friese 1935. Coelioxys squamigera ingår i släktet kägelbin, och familjen buksamlarbin. Inga underarter finns listade i Catalogue of Life.